# Ariadna en Naxos (Strauss)
Ariadna en Naxos (título original en alemán, Ariadne auf Naxos, Op. 60) es una ópera en dos partes con música de Richard Strauss y libreto en alemán de Hugo von Hofmannsthal, basado en El burgués gentilhombre de Molière y el mito griego de Ariadna y Baco.

## Historia

### Primera versión (1912)
Una primera versión fue estrenada el 25 de octubre de 1912 en el Kleinen Haus des Hoftheaters en Stuttgart. La ópera se concibió originariamente como un divertissement de treinta minutos para ser representada al final de la adaptación de Hofmannsthal de la obra de Molière El burgués gentilhombre. Aparte de la ópera, Strauss proporcionó música incidental para que se tocara mientras se interpretaba la obra.  Al final, la ópera ocupó noventa minutos, y la representación de la obra más la ópera ocupó más de seis horas. Fue estrenada en el Hoftheater de Stuttgart el 25 de octubre de 1912.  El director fue Max Reinhardt. La combinación de la obra más la ópera dejó insatisfecho al público: aquellos que habían ido a escuchar la ópera tenían que esperar hasta que acabara la obra.
La primera versión fue producida en Zúrich empezando el 5 de diciembre de 1912 y en Praga el 7 de diciembre de 1912. El estreno de Múnich siguió el 30 de enero de 1913 en el viejo Teatro Residenz, un local que era inferior para la presentación de la ópera tanto acústicamente como debido a la falta de espacio para los músicos. Hofmannsthal se impuso sobre la preferencia del director Bruno Walter por el Hofoper basándose en que un teatro más pequeño era el apropiado para una obra de esta clase. El elenco incluyó a la estadounidense Maude Fay como Ariadne, Otto Wolf como Baco y Hermine Bosetti como Zerbinetta. Strauss, siendo oriundo de la ciudad, tenía una relación estrecha con Múnich y se le tenía bien considerado, pero tuvo que perderse la representación porque estaba en una gira de conciertos por Rusia. El público expresó abiertamente su desaprobación por la pieza silbando después del primer acto. Para las representaciones posteriores, Walter introdujo cortes y trasladó la producción al Hoftheater, y empezó a mejorar la audiencia. La versión de 1912 también fue producida en Berlín desde el 27 de febrero de 1913 y en Ámsterdam en 1914.
En Londres la primera versión se ofreció ocho veces en His Majesty's Theatre a partir del 27 de mayo de 1913. La adaptación de Hoffmannsthal de la obra de Molière se presentó en traducción inglesa de Somerset Maugham bajo el título The Perfect Gentleman ("El perfecto caballero"). La ópera se cantó en alemán con Eva von der Osten, Hermine Bosetti y Otakar Marák, dirigidos por Thomas Beecham. El crítico de The Musical Times encontró la música incidental de la obra más atractiva que la ópera, que a pesar de todo tenía "muchos atractivos emocionales fuertes". Sin embargo, la orquestación de la ópera se consideró "peculiar", y en el final, la escena de amor entre Baco y Ariadne, tedioso.

### Segunda versión (1916)
La versión definitiva se estrenó el 4 de octubre de 1916 en la Staatsoper de Viena. Después de las representaciones iniciales de la primera versión, se hizo evidente que era poco práctica: requería una compañía de actores así como una compañía de ópera, y de esta forma era demasiado cara de montar, y su longitud posiblemente causaría problemas al público. De manera que en 1913 Hofmannsthal propuso a Strauss que la obra se reemplazara por un prólogo que explicaría por qué la ópera combina una historia clásica seria con una comedia interpretada por un grupo de la commedia dell'arte.  También trasladó la acción de París a Viena.  Strauss al principio no estaba convencido, pero compuso el prólogo (y modificó algunos aspectos de la ópera) en 1916, y esta versión revisada fue estrenada en el Hofoper de Viena el 4 de octubre de 1916. Esta es la versión que normalmente se representa hoy en día, aunque la "obra de teatro más ópera" original se interpreta ocasionalmente (por ejemplo, en el Festival internacional de Edimburgo de 1997).
El aria más importante de ambas versiones es "Großmächtige Prinzessin" / "alta y poderosa princesa". La canta Zerbinetta.

### Representaciones
Después de su estreno en Viena la segunda versión se representó por vez primera en Berlín el 1 de noviembre de 1916, seguida por Zúrich el 28 de enero de 1917 (en una producción de la Ópera de Mannheim). Fue presentada por vez primera en Budapest el 19 de abril de 1919 (en húngaro en una traducción de Z. Harsányi), y en alemán en Graz el 12 de marzo de 1920, Ámsterdam en enero de 1924, y Londres en la Royal Opera House el 27 de mayo de 1924 con Lotte Lehmann como Ariadne, Maria Ivogün como Zerbinetta (en su debut con la compañía), Elisabeth Schumann como el Compositor, Karl Fischer-Niemann como Baco y Carl Alwin dirigiendo. A pesar del elenco estelar la producción no tuvo éxito, con una de las más bajas recaudaciones de la temporada, y fue repetido sólo una vez.
Fue representada por vez primera en Italia en Turín en el Teatro di Torino el 7 de diciembre de 1925 (en una traducción italiana de O. Schanzer); en Suecia en Estocolmo el 27 de noviembre de 1926 (en sueco); en Bruselas el 17 de marzo de 1930 (en una traducción al francés de P. Spaak); en Helsinki el 12 de mayo de 1931 (en una traducción al finlandés de A. af Enehjelm); en Roma en el Teatro Reale el 28 de marzo de 1935 (en alemán); Amberes el 28 de septiembre de 1935 (en flamenco); y en París en el Teatro de los Campos Eliseos el 10 de septiembre de 1937 (en alemán).
El estreno en los Estados Unidos de la ópera se produjo en alemán por la Philadelphia Civic Opera Company en la Academia de Música el 1 de noviembre de 1928. Dirigida por Alexander Smallens, el elenco incluyó a Alma Peterson como la Primadonna/Ariadne, Charlotte Boykin como Zerbinetta, Irene Williams como el Compositor y Judson House como el Tenor/Baco. Fue presentada por la Juilliard School en la ciudad de Nueva York en inglés en una traducción de A. Kalisch el 5 de diciembre de 1934. La ópera fue representada por vez primera en Canadá en el Festival de Montreal de 1946.
Ariadna en Naxos está entre las 50 óperas más representadas en la actualidad; en las estadísticas de Operabase Archivado el 14 de mayo de 2017 en Wayback Machine. aparece la n.º 46 de las cien óperas más representadas en el período 2005-2010, siendo la 10.ª en alemán y la tercera más representada de Richard Strauss, después de Salomé y El caballero de la rosa.

#### Representaciones en la Metropolitan Opera
La ópera se presentó ante el público neoyorquino el 29 de diciembre de 1962 con Leonie Rysanek como Ariadne, Jess Thomas como Baco, Gianna D'Angelo como Zerbinetta, la mezzosoprano Kerstin Meyer como el Compositor, Walter Cassel como el Maestro de Música y con Karl Böhm dirigiendo. Para el 20 de febrero de 2010 se ha representado allí un total de 88 veces con reposiciones de la producción original en 1963–4, 1970, 1976, 1979, 1984–5, y 1987–8, y una nueva producción, diseñada por Elijah Moshinsky, presentada por vez primera en 1993, seguida por reposiciones en 1994, 1996–7, 2001, 2003, 2005 y 2010. La ópera es una de las favoritas del director musical del Met, James Levine, quien la ha dirigido hasta 44 veces entre 1976 y 2003. Entre las intérpretes del rol de Ariadne en el Met se encuentran Jessye Norman (22 apariciones desde 1984 hasta 1993), Deborah Voigt (17 apariciones desde 1993 hasta 2003) y Violeta Urmana (8 apariciones en 2005 y 2011). El papel del Compositor se ha cantado allí la mayor parte de las veces por una mezzosoprano (al menos, 64 veces), incluyendo, además de Kerstin Meyer, quien cantó el papel 6 veces, Tatiana Troyanos (19 veces entre 1976 y 1988), Susanne Mentzer (20 veces entre 1993 y 2003), Susan Graham (5 veces en el otoño de 2005), Sarah Connolly (5 veces en el invierno de 2010) y Joyce DiDonato (3 veces en la primavera de 2011). Sopranos que han interpretado al Compositor han sido Irmgard Seefried, Teresa Stratas (9 veces: 4 en 1963–4; 1 en 1970; y 4 en la primavera de 1994), Evelyn Lear (4 veces en marzo de 1970), y Maria Ewing (8 veces en 1984–5). Cantantes del papel de Zerbinetta, para soprano de coloratura, han incluido, además de Gianna D'Angelo, quien lo cantó 7 veces,  Roberta Peters (7 veces en 1963–4), Kathleen Battle (9 veces en 1987–8), y Natalie Dessay (12 veces: 7 en el otoño de 1997 y 5 en la primavera de 2003).

## Personajes
|                        |                       | Premier, 25 de octubre de 1912 (dirección de Strauss) | Premier, 4 de octubre de 1916 (versión revisada) (Franz Schalk) |
| Prólogo y Ópera        | Prólogo y Ópera       | Prólogo y Ópera                                       | Prólogo y Ópera                                                 |
| ---------------------- | --------------------- | ----------------------------------------------------- | --------------------------------------------------------------- |
| La prima donna/Ariadna | soprano               | Maria Jeritza                                         | Maria Jeritza                                                   |
| El tenor/Baco          | tenor                 | Hermann Jadlowker                                     | Béla von Környey                                                |
| Zerbinetta             | soprano de coloratura | Margarethe Siems                                      | Selma Kurz                                                      |
| Arlequín               | barítono              |                                                       | Hans Duhan                                                      |
| Scaramuccio            | tenor                 |                                                       |                                                                 |
| Truffaldino            | Bajo                  |                                                       |                                                                 |
| Brighella              | tenor                 |                                                       |                                                                 |
| Prólogo                |                       |                                                       |                                                                 |
| El compositor          | mezzo-soprano         |                                                       | Lotte Lehmann, en lugar de Marie Gutheil-Schoder                |
| El Maestro de música   | barítono              |                                                       | Hans Duhan                                                      |
| El Maestro de baile    | tenor                 |                                                       |                                                                 |
| El peluquero           | barítono              |                                                       |                                                                 |
| El lacayo              | bajo                  |                                                       |                                                                 |
| Oficial                | tenor                 |                                                       |                                                                 |
| El mayordomo           | hablado               |                                                       |                                                                 |
| Ópera                  |                       |                                                       |                                                                 |
| Náyade, ninfa          | soprano               |                                                       |                                                                 |
| Dryade, ninfa          | contralto             |                                                       |                                                                 |
| Eco, ninfa             | soprano               |                                                       |                                                                 |
| Sirvientes             |                       |                                                       |                                                                 |

## Argumento

### Resumen
Ariadna en Naxos tiene dos partes, llamadas el Prólogo y la Ópera. La primera parte muestra las cosas que pasan entre bambalinas y que llevan a la segunda parte, que es de hecho una ópera dentro de la ópera. La historia tiene lugar en Viena, en época indeterminada.

### Prólogo
La ópera tiene lugar en casa del «hombre más rico de Viena», en la que se hacen preparativos para una velada musical. Han llegado dos grupos de músicos: unos cómicos liderados por la maliciosa comediante Zerbinetta, y una compañía de ópera, que representará una ópera seria Ariadna en Naxos. La primera parte de la ópera se desarrolla detrás del escenario, y se refiere a los preparativos para la representación.
El mayordomo anuncia que un intermedio cómico debe representarse después de una ópera seria. El compositor está desolado: un intermedio gracioso nunca debería representarse después de su obra de arte. Pero la intervención de Zerbinetta, cantante del elenco cómico, lo deja fascinado.
Después de discutir qué debe ir primero, si lo serio o lo cómico, el mayordomo anuncia la decisión de su señor: que se representen al mismo tiempo, lo que hace que los preparativos caigan en el caos. Al principio, el impetuoso y joven compositor no parece dispuesto a ceder y rechaza introducir cambio alguno en su ópera. Pero cuando su maestro de música le señala que la paga depende de aceptar la situación y le aconseja ser prudente -y cuando Zerbinetta despliega todo su encanto sobre él- abandona sus objeciones. El compositor confía en que la música demuestre ser la más sagrada de las artes. Pero cuando se da cuenta de a qué ha dado su consentimiento, de nuevo cae en la desesperación y se marcha.

### Acto único
El escenario es una isla desierta con una gruta al fondo, Naxos, en la que fue abandonada Ariadna por Teseo. Ella se lamenta, desesperada, por haber sido abandonada, y solo espera al mensajero de la muerte. Zerbinetta y sus cuatro compañeros de la compañía cómica entran e intentan animar a Ariadna con canto y baile, pero no lo consiguen. Zerbinetta, en una conversación privada, de mujer a mujer, le intenta insuflar optimismo. En una deslumbrante pieza de coloratura, le cuenta que los hombres son infieles por naturaleza, que no merece la pena llorar por ellos y la manera más sencilla de superar un corazón roto es encontrar un nuevo amor. Pero esto no anima a Ariadna. Aparecen entonces los compañeros de Zerbinetta, que empiezan a perseguirla. Ella coquetea con unos y otros, pero desaparece con su elegido, Arlequín.
Las tres ninfas -Náyade, Dríade y Eco- anuncian la llegada de un forastero a la isla. Al principio, Ariadna cree que él es el mensajero de la muerte; pero de hecho es el dios Baco, que está bajo el encantamiento de la hechicera Circe. Él canta su victoria sobre Circe. Ariadna se da cuenta de lo vacía que estaba su vida y cree que él es el mensajero de la muerte, que por fin ha llegado. Baco, fascinado por la belleza de Ariadna, cree que es una maga como Circe. Se enamora inmediatamente de ella y promete que la pondrá en los cielos como una constelación. Ariadna se da cuenta de que una nueva vida se abre ante ella, y Baco se enamora de nuevo. Zerbinetta regresa brevemente para repetir su filosofía del amor, inspirada por el éxito de su conversación con Ariadna, dice que siempre caemos cautivos de un nuevo dios. Baco afirma su amor: «Antes morirán las estrellas que tú entre mis brazos». La ópera acaba con el canto apasionado de Ariadna y Baco.

## Instrumentación
La partitura está escrita para una orquesta formada por:
- Viento madera: 2 flautas (doblando a flautines), 2 oboes, 2 clarinetes (el segundo doblando al clarinete bajo), 2 fagotes.
- Viento metal: 2 trompas, trompeta, trombón (recomendable trombón bajo).
- Percusión: timbales, bombo, caja, platillos, pandereta, triángulo, glockenspiel.
- Teclado: piano, armonio, celesta.
- Cuerda: 2 arpas y una sección de cuerdas con 6 violines, 4 violas, 4 violonchelos, 2 contrabajos.

Richard Strauss utiliza una orquesta de cámara, que no llega a los cuarenta músicos.  

## Análisis musical
El libreto es obra de Hugo von Hoffmansthal, su mejor libretista. Ya habían hecho juntos la expresionista Elektra (1909).
El prólogo es casi enteramente recitado. La ópera en sí está formada por una sucesión de recitativos y números cerrados inspirados en la ópera barroca y en el nuevo estilo de conversación musical usado ya en El caballero de la rosa.
De las piezas vocales de esta ópera, destacan el dúo de Zerbinetta y el compositor en la primera parte. En la segunda, el trío, el monólogo de Ariadna, la canción de Arlequín, el aria de Zerbinetta, que es una de las más complicadas para soprano ligera, con una difícil ornamentación para poner a prueba su agilidad vocal, y el dúo final.

## Recepción de la obra
«Es la obra más exquisita de la gran producción lírica de R. Strauss, y una de las piezas más originales de todo el género» (Martín Triana).
«En ella, la unión de la tragedia clásica con la Commedia dell'arte italiana alcanza un significado mucho más profundo del que en un principio cabía esperar. Ariadne es una metáfora sobre la necesidad de superar la adversidad para vivir» (Alier).

## Diferencias entre las versiones de 1912 y 1916
| Versión de 1912 | Versión de 1916 |
| --- | --- |
| Precede a la ópera El burgués gentilhombre, en traducción al alemán de Hofmannsthal, con música incidental de Strauss; "Du Venus' Sohn" es cantado por un cantante sin nombre                                                                                          | Precede a la ópera un Prólogo; la única música conservada de El burgués gentilhombre es "Du Venus' Sohn" cantada por el Compositor |
| Jourdain mete varios comentarios hablados durante la ópera, particularmente durante al principio | no se hacen comentarios durante la ópera                                                                                           |
| Grossmächtige Prinzessin: El final de "Noch glaub' ich" (antes de "So wär es mit Paggliazzo") sigue con una repetición instrumental de la tonada y acaba con un acorde de si mayor                                                                                     | "Noch glaub' ich" se corta y acaba con un acorde de la mayor                                                                       |
| Grossmächtige Prinzessin: "So war es mit Pagliazzo" empieza en mi mayor | "So war es mit Pagliazzo" empieza en re mayor                                                                                      |
| Grossmächtige Prinzessin: "Als ein Gott kam Jeder gegangen" empieza en mi mayor | "Als ein Gott kam Jeder gegangen" empieza en re mayor                                                                              |
| Grossmächtige Prinzessin: Después de la segunda repetición de "Als ein Gott" el aria sigue desarrollándose, incluyendo una cadenza larga acompañada, acabando en mi mayor                                                                                              | El aria se corta y acaba en re mayor                                                                                               |
| Después de "Wie er feurig sich erniedert!" de Zerbinetta hay un breve pasaje que continúa el cuarteto para ella, Brighella, Scaramuccio y Truffaldin empezando con las palabras "Wie der Druck den Druck erwidert"                                                     | Después de "Wie er feurig sich erniedert!" de Zerbinetta ella sigue "mach ich ihn auf diese neidig"                                |
| Antes de que Zerbinetta y Arlequín canten juntos en octavas "Hand und Lippe, Mund und Hand!" hay un breve pasaje de 8 medidas durante el cual Arlequín canta "Wie der Druck den Druck erwidert!"                                                                       | Desde que Zerbinetta lanza "Hand und Lippe" canta "ai, ai, ai, ai" e inmediatamente va al dúo con Arlequín                         |
| Después de que Zerbinetta y Arlequín canten juntos en octavas "Hand und Lippe, Mund und Hand!" hay varias páginas antes del cuarteto | Después de que Zerbinetta y Arlequín canten juntos sigue el cuarteto                                                               |
| Después de que Ariadne cante "Die deiner lange harret nimm sie dahin!" Zerbinetta tiene un aria "Prinzessin! Welchen Boten lohn hab ich verdient?"; Náyade, Dríade y más tarde Ariadna tienen interjecciones durante el aria                                           | Después del aria de Ariadna "Die deiner lange harret nimm sie dahin!" ve a Teseo y grita su nombre; no hay aria para Zerbinetta    |
| Después del aria de Zerbinetta "Prinzessin! Welchen Boten lohn hab ich verdient?" Ariadna tiene unos versos invocando a su madre; luego sigue un pasaje orquestal, al final del cual ella ve a Teseo y grita su nombre                                                 | No hay pasaje equivalente |
| Después del dúo final entre Ariadna y Baco, Zerbinetta vuelve con un aria que combina los motivos de "Komm der neue Gott gegangen" y "So war's mit Pagliazzo und Mezzetin!"; Arlqeuín, Truffaldin, Brighella y Scaramuccio al final se unen                            | La ópera acaba después del dúo entre Ariadna y Baco con una gran conclusión orquestal                                              |
| Al final del número último de Zerbinetta y la compañía, un lacayo entra y le dice a Jourdain que los fuegos artificiales están empezando; reflexiona sobre lo que la gente pensará de él y lo que él ve en sí mismo; la obra acaba con música relacionada con Jourdain | No hay pasaje equivalente |

## Discografía selecta
- Karl Böhm / Maria Reining (Ariadne), Alda Noni (Zerbinetta), Irmgard Seefried (El compositor), Max Lorenz (Bacchus), Erich Kunz (Harlequin), Paul Schöffler (El maestro de música). Orquesta de la Ópera de Viena (1944). Preiser Records. Grabación en vivo.
- Herbert von Karajan / Elisabeth Schwarzkopf, Rita Streich, Irmgard Seefried, Rudolf Schock, Hermann Prey, Karl Dönch. Orquesta Philharmonia (1954). EMI.[11]
- Karl Böhm / Lisa della Casa, Hilde Güden, Irmgard Seefried, Rudolf Schock, Walter Berry, Paul Schöffler. Orquesta Filarmónica de Viena (1954). Deutsche Grammophon.
- Rudolf Kempe / Gundula Janowitz, Silvya Geszty, Teresa Zylis-Gara, James King, Hermann Prey, Theo Adam. Orquesta de la Ópera de Dresde (1967). EMI.
- Georg Solti / Leontyne Price, Edita Gruberová, Tatiana Troyanos, René Kollo, Hermann Prey, Walter Berry. Orquesta Filarmónica de Londres (1978). Decca.
- James Levine / Anna Tomowa-Sintow, Kathleen Battle, Agnes Baltsa, Gary Lakes, Urban Malmberg, Hermann Prey. Orquesta Filarmónica de Viena (1986). Deutsche Grammophon.
- Kurt Masur / Jessye Norman, Edita Gruberová, Julia Varady, Paul Frey, Olaf Bär, Dietrich Fischer-Dieskau. Orquesta de la Gewandhaus de Leipzig (1991). Philips.
- Giuseppe Sinopoli / Deborah Voigt, Natalie Dessay, Anne Sofie von Otter, Ben Heppner, Stephan Genz, Albert Dohmen. Orquesta de la Ópera de Dresde (2000). Deutsche Grammophon.

DVD
- 1965 Karl Böhm / Sena Jurinac, Reri Grist, Hildegard Hillebrecht, Jess Thomas, Lisa Otto, Claudia Hellmann / Filarmónica de Viena / TDK
- 1978 Karl Böhm / Gundula Janowitz, Edita Gruberová, Trudeliese Schmidt, René Kollo, Barry McDaniel, Walter Berry / Filarmónica de Viena / Deutsche Grammophon
- 1988 James Levine / Jessye Norman, Kathleen Battle, Tatiana Troyanos, James King, Stephen Dickson, Franz Ferdinand Nentwig / Metropolitan Opera / Deutsche Grammophon
- 1999 Colin Davis / Susan Anthony, Iride Martínez, Sophie Koch, Jon Villars, Urban Malmberg, Theo Adam / Staatskapelle Dresden / ArtHaus
- 2003 Pinchas Steinberg / Katarina Dalayman, Natalie Dessay, Sophie Koch, Jon Villars, Stéphane Degout, David Wilson-Johnson / Ópera de París / Premiere Opera
- 2006 Christoph von Dohnányi / Emily Magee, Elena Mosuc, Michele Breedt, Roberto Saccà, Gabriel Bermúdez, Michael Volle / Ópera de Zúrich / TDK